# 愛燦燦 (Chicago Poodleの曲)
「愛燦燦」（あいさんさん）は、Chicago Poodleの3枚目のシングル。

## 内容
メンバー全員で作詞を手がけた2枚目のアルバム『ピアノロマン』先行シングル。

## 収録曲
1. 愛燦燦
  - 作詞：Chicago Poodle／作曲：花沢耕太／編曲：Chicago Poodle
2. 線香花火
  - 作詞：山口教仁／作曲：花沢耕太／編曲：Chicago Poodle
3. ブルームーン
  - 作詞：辻本健司／作曲：花沢耕太／編曲：Chicago Poodle
4. 流星II
  - 作詞：辻本健司／作曲：花沢耕太／編曲：Cho-ru・Chicago Poodle

## レコーディング参加
- 大賀好修（OOM・Sensation） - ギター
- RITCHIE CARVALLEY - パーカッション